# 03 〜縁〜 (ゼロサン エニシ)
『03 〜縁〜 (ゼロサン エニシ)』はNeoBallad(ネオバラッド)の3枚目のアルバム。

## 内容
青森民謡（八戸小唄,嘉瀬の奴踊り）、岩手民謡 (外山節)、秋田民謡 (秋田長持唄)、宮城民謡(宮城長持唄)、山形民謡(真室川音頭)、福島民謡(新相馬節)と10曲中7曲が東北民謡で、他に栃木民謡(日光和楽踊り)、岡山民謡(下津井節)、広島民謡(広島木遣り音頭)が1曲ずつ収録されている。

## 収録曲
1. 八戸小唄
2. 日光和楽踊り
3. 宮城長持唄
4. 下津井節
5. 真室川音頭
6. 広島木遣り音頭
7. 新相馬節
8. 外山節
9. 嘉瀬の奴踊り
10. 秋田長持唄